# 아비아테그라소
아비아테그라소(이탈리아어: Abbiategrasso, 롬바르디아어: Biegrass)는 이탈리아 북부 롬바르디아주의 밀라노 광역시에 있는 코무네이자 도시로, 밀라노에서 약 22km(14mi), 파비아에서 약 38km(24mi) 정도 떨어진 포강에 위치해 있다.

## 자매 도시
- 독일, 엘방엔
- 프랑스, 랑그르

## 출신 인물
- 크리스티안 아비아티, 축구 선수
- Gianni Giudici, 레이싱 드라이버
- 프랭코 모스키노, 패션 디자이너
- 주세피나 투이시(Giusepina Tuissi), 제2차 세계대전 당시 파르티잔
- 마르코 빌라, 도로 및 트랙 자전거 선수